# Azerbajdžanski manat
Azerbajdžanski manat (iso koda: AZN, simbol: ₼) je od leta 1992 uradna valuta na ozemlju Republike Azerbajdžan, razen v regiji Gorski Karabah. En manat se deli na sto kapikov. Trenutno je v obtoku tretja generacija te denarne valute, ki je stopila v uporabo 1. januarja 2006. 19. marca 2020 je menjalni tečaj za manat znašal 1,85 evra, oziroma 1,70 ameriškega dolarja. inflacija je bila v tem času 3 %.

## Ime
Ime manat najverjetneje izvira iz latinske besede moneta, ki v prevodu pomeni denar. Takšno poimenovanje valute ne obstaja zgolj v Azerbajdžanu, temveč tudi v Turkmenistanu. V času Sovjetske zveze je ime manat v azerbajdžanskem in gruzijskem delu države označevalo sovjetski rubelj.

## Zgodovina
Prvi manat je stopil v obtok že leta 1919, ko je Azerbajdžan postal samostojna država. Ker je bila republika leta 1923 priključena Sovjetski zvezi, ga je zamenjal rubelj. Kljub temu se je izraz manat ohranil na bankovcih Sovjetskega rublja, ki so bili sproščeni v obtok v azerbajdžanskem delu skupne države. Ko je Azerbajdžan leta 1992 spet postal neodvisna republika, je rubelj zamenjal drugi manat. Zaradi razmeroma velike inflacije, je država 1. januarja leta 2006 v obtok sprostila tretjo generacijo valute. Menjalni tečaj je znašal 5000:1 v korist tretjega manata. Prejšnja generacija je bila vzeta iz obtoka decembra istega leta.

## Bankovci in kovanci

### Oblika
Tretja generacija manata vključuje bankovce za 1, 5, 10, 20, 50, 100 in 200 manatov ter kovance v vrednosti 1, 3, 5, 10, 20 in 50 kapikov. Na vseh bankovcih se nahajajo motivi, ki prikazujejo kulturne, zgodovinske in geografske značilnosti države. Kovanci po izbiri materiala in po obliki spominjajo na evrske cente. 

### Zaščita
Vsi bankovci so zaščiteni na štirih ravneh. Prvo raven zaščite predstavljajo posebna znamenja in relifne oznake, vidne s prostim očesom. Drugo raven predstavljajo simboli, ki so vidni le pod ultravijolično svetlobo. Zaščita tretje ravni omogoča prepoznavanje bankovca s pomočjo posebnih naprav za analizo papirnatega denarja. Bankovec lahko s pomočjo četrte ravni preveri le Azerbajdžanska narodna banka.